# シュヴィトリガイラ

ゲディミナス朝の紋章 (Gediminaičių stulpai)

シュヴィトリガイラ（リトアニア語: Švitrigaila、1370年頃 - 1452年2月）は、リトアニア大公（在位：1430年 - 1432年）。生涯の大半を従兄弟のヴィータウタスおよびジーギマンタス・ケーストゥタイティスとの支配権争いに費やした。

## ヴィータウタスとの争い
シュヴィトリガイラはアルギルダスとトヴェリ公女ウリヤナの息子として生まれた。シュヴィトリガイラは母の許で正教徒として洗礼を受けた。11歳の時に兄のヤガイラスと一緒にクラクフでカトリックに改宗して洗礼名をレフ・ボレスワフに変更した。
同時にポロツクがシュヴィトリガイラの領地の首都となった。しかしながら、シュヴィトリガイラは1392年に不覚にも隣のヴィテプスクを奪取しようと試みて従兄弟のヴィータウタスに土地を没収されてプロイセンに追われた。
国外にいる間、シュヴィトリガイラはヴィータウタスに対する延長戦としてドイツ騎士団側に就いた。1400年にリトアニアに帰ることを許され、ポドリアを所有地として与えられた。4年後にセヴェリアに移動した。
シュヴィトリガイラはルーシ人を母に持ち、アンナ・イヴァノヴナ・トヴェルスカ（イヴァン・ミハイロヴィチの孫娘）と結婚したこともあってかルーシ人に好意的であったと信じられている。1408年にヴィータウタスとその義理の息子であるモスクワ大公との間で争いが勃発するとシュヴィトリガイラは後者に己の運命を託し、セヴェリアの全都市をモスクワに引き渡して彼の地へ亡命した。
モスクワでの短い滞在期間中にシュヴィトリガイラは報酬としてヴォロコラムスクと幾つかの都市を与えられ、ヴィータウタスに対する軍備を与えられた。軍事的才能がかけていたため、個々の戦闘では敗北し、エディゲの侵入を聞くや、セルプホフを略奪しながらリトアニアに逃げ帰った。
リトアニアに帰るとシュヴィトリガイラは日常的な反逆者、危険な詐称者として捕えられてクレメネツ城に9年間幽閉された。ダニイロ・オストロフスキイ公に助け出されてハンガリーへ逃げた。神聖ローマ皇帝や兄の仲介によってシュヴィトリガイラは1420年にセヴェリアの統治者としてリトアニアに帰るのを許された。

## ジーギマンタスとの争い
1430年にヴィータウタスが死ぬとシュヴィトリガイラは直ちに公位に要求した。シュヴィトリガイラは公国内のルーシ人や正教徒達から支持されていたが、リトアニア人やカトリック教徒はジーギマンタス・ケーストゥタイティスを対立候補者として推し進めた。最終的にはシュヴィトリガイラが勝ち、ヴィリニュスで戴冠した。
シュヴィトリガイラは公国のポーランドからの完全独立と正教徒への重要な特権を与え始めた。これにはポーランドは憤激してシュヴィトリガイラへの戦争を始め、ポドリアの町、特に鍵となるカメネツ・ポドルスク城を占領した。シュヴィトリガイラは西方へ援助を求め、ドイツ騎士団のポーランドへの侵入を扇動した。将官としてのシュヴィトリガイラの成功にも係らず、決定的な戦闘を避け、ポーランドがその要求を全て満たす認識でルツクで休戦に調印した。
しかしながら1432年にジーギマンタス・ケーストゥタイティスはリトアニア人やポーランド人の支持の許で反乱を起こして公国を荒廃させた。シュヴィトリガイラは首都をヴィテプスクに移し、1435年のパバイスカスの戦いで完膚無きまでに叩きのめした。シュヴィトリガイラはキエフ、ポドリア、ヴォルィーニのルーシ人からの支援が続いたにも係らず、クラクフへ逃げた。シュヴィトリガイラの提案は却下され、不名誉にもワラキアに追放されて彼の地で羊飼いになったと記録されている。
1440年にジーギマンタスがシュヴィトリガイラ派の貴族に暗殺されるとシュヴィトリガイラはポドリアとヴォルィーニの支配者に戻った。70歳（同じ資料では80歳）という非常な高齢でシュヴィトリガイラは最後の闘争を引き起こした。1452年にルツクで死ぬ前にポドリアとヴォルィーニの領地をリトアニア国家に返還した。

## 称号
- ヴィテプスク公（1392年-1393年,1430年 - 1436年）
- ポドリア公（1400年-1402年）
- ノヴゴロド・セヴェルスキー公（1404年 - 1408年）
- チェルニゴフ公（1419年 - 1430年）
- リトアニア大公（1430年 - 1432年）
- ヴォルィーニの王（1437年 - 1452年）